# Linia rozwojowa
Linia rozwojowa – organizmy (w biologii) lub produkty (w inżynierii) pochodzące (w przypadku organizmów) lub rozwijane (w przypadku produktów) od wspólnego przodka. Obejmuje wszystkie organizmy powstałe w wyniku ewolucji biologicznej lub produkty powstałe w wyniku rozwoju technologicznego i stanowiące ogniwa pośrednie między najstarszym przodkiem lub prototypem a grupą potomków lub jednym z wybranych potomków lub produktów rozwijanych na bazie prototypu. 
Linia rozwojowa nie wykazująca rozgałęzień jest zwana linią anagenetyczną. Zgodnie z teorią mechanizmów ewolucji linia anagenetyczna jest zjawiskiem nietypowym i występuje rzadko.